# Кадуй (станция)
Ка́дуй — железнодорожная станция Волховстроевского отделения Октябрьской железной дороги в посёлке городского типа Кадуй, расположенном в Кадуйском районе Вологодской области.

## Описание
Станция расположена в историческом центре посёлка Кадуй («Старый Кадуй»). Имеются 2 низких пассажирских платформы: боковая и островная. При этом боковая платформа (№ 1), на которой расположено здание вокзала, редко используется для остановки пассажирских поездов, которые проследует через станцию по второму и третьему пути мимо островной платформы (№ 2). Первый путь, как правило, используется для отстоя служебной техники.
На станции останавливается большинство проходящих через неё пассажирских поездов, производятся отстой и манёвры грузовых составов.
В конце 1990-х годов для удобства пассажиров к зданию железнодорожного вокзала был перенесён Кадуйский автовокзал, ранее расположенный в километре от станции.

## История
Осенью 1901 года на территории волости начались строительные работы на участке Званка (ныне Волховстрой) — Череповец Петербурго-Вологодской ж. д. Изначально железная дорога должна была пройти на 7-8 километров к северу от современного расположения, станции должны были расположиться у деревень Кадуй и Уйта. Впоследствии было принято решение проложить дорогу несколькими километрами южнее, что позволило обойтись меньшим количеством пересечений с реками. Проектное название станции же изменено не было и она была названа «Кадуй», что перешло и на посёлок, впоследствии ставший центром одноимённого района.
Зимой 1902 года был организован подвоз камня и других строительных материалов. Камень добывался и обтёсывался в Андоге, откуда он в уже готовом виде вывозился на лошадях к местам укладки. Первые поезда прошли через станцию в 1905 году.
Вокзал, две казармы для железнодорожников вместе с домами братьев Петровых и Фроловых стали первыми постройками будущего посёлка. Станция стала привлекать народ и впоследствии выросшее у станции поселение получило от станции название «Кадуй» и статус центра района, так же названного Кадуйским.
На восточном въезде в Кадуй установлен знак в виде опоры железнодорожной контактной сети, подчёркивающий исторический вклад станции в развитие посёлка.
В 1999 году участок Бабаево — Кошта вместе со станцией Кадуй был электрифицирован (переменное напряжение 25 КВ). Официальное открытие движения по электрифицированному участку состоялось 1 августа 1999 года.

## Маршруты поездов дальнего следования
| Круглогодичное обращение поездов | Круглогодичное обращение поездов | Круглогодичное обращение поездов | Круглогодичное обращение поездов |
| № поезда                         | Маршрут движения                 | № поезда                         | Маршрут движения                 |
| -------------------------------- | -------------------------------- | -------------------------------- | -------------------------------- |
| 9                                | Архангельск — Санкт-Петербург    | 10                               | Санкт-Петербург — Архангельск    |
| 77                               | Воркута — Санкт-Петербург        | 78                               | Санкт-Петербург — Воркута        |
| 97                               | Микунь — Санкт-Петербург         | 98                               | Санкт-Петербург — Микунь         |
| 123                              | Киров — Санкт-Петербург          | 124                              | Санкт-Петербург — Киров          |
| 617 "Белые ночи"                 | Вологда — Санкт-Петербург        | 618 "Белые ночи"                 | Санкт-Петербург — Вологда        |

| Сезонное обращение поездов | Сезонное обращение поездов  | Сезонное обращение поездов | Сезонное обращение поездов  |
| № поезда                   | Маршрут движения            | № поезда                   | Маршрут движения            |
| -------------------------- | --------------------------- | -------------------------- | --------------------------- |
| 191                        | Челябинск — Санкт-Петербург | 192                        | Санкт-Петербург — Челябинск |